# Fliegerabteilung 201 (Artillerie)
Fliegerabteilung 201 (Artillerie) – FA A 201 (Oddział lotniczy artylerii nr 201) – niemiecka jednostka obserwacyjna i rozpoznawcza wspomagania artyleryjskiego Luftstreitkräfte z I wojny światowej.

## Informacje ogólne
Jednostka została utworzona w dniu 15 stycznia 1917 roku z Artillerie-Fliegerabteilung 201. Jednostka uczestniczyła w walkach na froncie zachodnim. W listopadzie 1917 roku jednostka była przydzielona do Kommandeur der Flieger der 7. Armee.
W jednostce służył m.in. Erich Schütze.

## Dowódcy eskadry
| Stopień | Nazwisko | Okres |
| ------- | -------- | ----- |
| kapitan | Körner   |       |